# Lahndi
Lahndi, es un tipo de carne deshidratada de oveja que se sala y se seca al aire libre.
Este es un alimento popular en el norte de Afganistán y en el cinturón pashtún de Pakistán; su consumo es común durante los meses de invierno. Las ovejas son alimentadas y engordadas especialmente para que su carne sea la adecuada para el preparado del lahndi.

## Método
El lahndi se prepara por lo general de cordero y ovejas, aunque también puede hacerse de carne de vacuno.
Su preparación, si bien es sencilla, posee pasos previos importantes de respetar. En primer lugar un cordero u oveja es sacrificada siguiendo el conjunto de prácticas permitidas por la religión musulmana, es decir, bajo el rito halal. A continuación, la lana se separa de una manera adecuada y especializada, dejando sólo la piel. Luego, la poca lana que queda en la piel deben ser consumidas por el fuego, después de lo cual la carne se secó para deshacerse de los depósitos de carbono. Entonces la carne se corta en trozos más pequeños y se frotan con sal para evitar bacterias. También con especias similares al ajo que sirven como conservante.
Posteriormente de haber sido preparado de este modo, la carne se cuelga en un travesaño para el secado (es común ver estos largos travesaños de madera que sobresalen inclusive afuera de las casas de barro afganos y que sirven como despensas de invierno).
El mejor momento para preparar lahndi es en el mes de diciembre cuando la carne se seca dentro de quince días, siempre y cuando exista el frío suficiente. Esta carne deshidratada se come comúnmente en el invierno para mantener a una persona cálida y ayudarle a enfrentar el clima extremo.